# Yōsuke Matsuoka
Yōsuke Matsuoka (松岡 洋右 Matsuoka Yōsuke?,  3 de marzo de 1880-26 de junio de 1946) fue un diplomático japonés, especialmente conocido por ser ministro de Relaciones Exteriores de Japón durante la primera parte de la Segunda Guerra Mundial.

## Biografía

### Inicios
Nacido en una familia adinerada -su padre era dueño de una naviera- Matsuoka viajó a los Estados Unidos en 1891 patrocinado por una iglesia protestante después que su familia perdiese su fortuna. Mientras cursaba estudios, se integró en la Iglesia presbiteriana estudiando derecho en la Universidad de Oregón, donde se tituló en 1900. Por motivos familiares renunció a continuar una carrera en Estados Unidos y regreso a su país en 1902. 
No pudiendo entrar a la Universidad de Tokio (que no reconocía su grado académico estadounidense), en 1904 Matsuoka postuló e ingresó al Servicio Exterior de Japón donde trabajó como funcionario de carrera durante dieciocho años, ejerciendo cargos de representación diplomática en Shanghái, Washington D. C. y asistiendo en 1919 a la Conferencia de Paz de París como parte de la delegación japonesa; Matsuoka ascendió paulatinamente en el escalafón burocrático, desempeñando diversos cargos diplomáticos durante la década de 1930. 

### Primeros reconocimientos
Matsuoka ganó fama internacional al ser el diplomático nipón que anunció en Ginebra (Suiza) la retirada japonesa de la Sociedad de Naciones para posteriormente salir de la sala de sesiones del Palacio de las Naciones en 1933, después que su país recibiera críticas adversas por la Sociedad debido a sus operaciones políticas y militares en Manchuria, considerada de iure como territorio bajo soberanía de China. Después de dejar la diplomacia, Matsuoka se estableció en el estado títere de Manchukuo, donde se convirtió en el presidente de la Compañía del Ferrocarril del Sur de Manchuria. Durante este período se convirtió en un cercano amigo del general Hideki Tōjō, quien por entonces ejercía como jefe de la policía secreta del Kwantung.

### Carrera
En 1940 Matsuoka fue designado Ministro de Asuntos Exteriores durante el gobierno del primer ministro Fumimaro Konoe, pese a la oposición de Kiichiro Hiranuma a su designación. Matsuoka fue uno de los miembros del gabinete que más apoyaron la alianza con la Alemania Nazi y la Italia fascista, convirtiéndose en uno de los promotores de la firma del Pacto Tripartito y expresando su firme creencia que este acuerdo permitiría a Japón contrarrestar cualquier posible amenaza de Gran Bretaña o Estados Unidos a su influencia en Asia Oriental. 
En marzo de 1941 Matsuoka realizó una gira europea que le llevó a visitar Berlín y Roma, donde fue recibido «con todos los honores» por Pío XII el 2 de abril en el Vaticano y galardonado con la Medalla de oro Pontificia. Durante este viaje de varias semanas, Matsuoka se reunió con Hitler y Ribbentrop en Berlín, y luego con Mussolini y Ciano en Roma, deseoso de conocer de primera mano la situación política y militar de sus aliados en Europa, así como conocer los planes del Reich respecto de Gran Bretaña y la Unión Soviética, pero los líderes nazis -aunque le informaron plenamente del poderío bélico germano- no le avisaron de los planes alemanes de atacar militarmente a la URSS.
Tras visitar las capitales del Eje, Matsuoka viajó a la URSS y en Moscú se entrevistó con Stalin y Molotov, allí firmó también el Pacto de Neutralidad entre Japón y la Unión Soviética, advirtiendo Matsuoka que Alemania sí deseaba mantener a Estados Unidos como neutral alejado de la guerra, pero a la vez los alemanes instaban a Japón a atacar a los británicos en Malasia y Singapur. Finalmente, Matsuoka retornó a Tokio a fines de abril.
De retorno al gobierno, Matsuoka iniciaba un imprudente manejo de las relaciones con los Estados Unidos mostrando desprecio y hostilidad contra los estadounidenses y oponiéndose a la política de Konoe de mantener las negociaciones con el gobierno de Washington D. C.. Tales conductas alarmaron a Konoe, quien consideraba riesgoso y prematuro empezar un conflicto armado contra los estadounidenses. Pese al tratado soviético-japonés, una vez iniciada la Operación Barbarroja el 22 de junio en la cual el Tercer Reich invadía a la URSS, Matsuoka promovió la idea de que tropas japonesas "aprovecharan la oportunidad única en cinco mil años" e invadieran Siberia para unirse así al conflicto en apoyo de Alemania, pero no logró convencer al resto del gobierno del príncipe Konoe, que juzgaba como apresurado semejante proyecto. Más todavía, tanto los mandos del ejército japonés como de la Armada Imperial apoyaron el plan de que el esfuerzo bélico nipón se dirigiera solamente hacia la "vía del sur" (una guerra contra británicos y estadounidenses) en lugar de seguir "la vía del norte" para enfrentarse a los soviéticos.

### Logros durante su carrera
Pese a la negativa militar de apoyar sus planes, Matsuoka continuó una campaña de influencias para que Japón entrase en la guerra apoyando a Alemania. Para lograr deshacerse de Matsuoka, el príncipe Konoe junto con la cúpula militar lograron forzar un cambio total del gobierno, provocando la dimisión en pleno del mismo. Inmediatamente el emperador Hirohito designó nuevamente a Konoe como primer ministro, y éste a su vez el 16 de julio de 1941 cesó a Matsuoke como ministro, sustituyéndolo por el almirante Teijirō Toyoda.

### Después de la destitución y muerte
La salida del gobierno provocó la desaparición pública de Matsuoka, sumiéndose éste en la oscuridad de la vida privada, y sin ejercer más funciones oficiales durante el resto de la contienda. Aun así, en septiembre de 1945 fue arrestado por las fuerzas aliadas de ocupación y acusado de crímenes de guerra ante el Tribunal Penal Militar Internacional para el Lejano Oriente. Sin embargo Matsuoka, enfermo, murió en prisión antes de dictarse sentencia, en junio de 1946.